# زک وودز
زک وودز (انگلیسی: Zach Woods؛ زادهٔ ۲۵ سپتامبر ۱۹۸۴) بازیگر، کمدین، نویسنده، طراح و تهیه‌کننده اهل ایالات متحده آمریکا است. او بیشتر برای بازی در نقش گیب لوئیس در سه فصل از مجموعه تلویزیونی کمدی موقعیت اداره و نقش جرد دان در مجموعه تلویزیونی اچ‌بی‌او، دره سیلیکون شناخته شده‌است. 

## ابتدای زندگی
زادگاه وودز، ترنتون، نیو جرزی است. او یهودی است. پدر وودز یک روان‌پزشک و مادرش یک پرستار متخصص است. وودز بچه وسط است که یک برادر بزرگ‌تر و یک خواهر کوچک‌تر دارد. وودز در یاردلی، پنسیلوانیا بزرگ شد و در سال ۲۰۰۳ از دبیرستان پنزبری فارغ‌التحصیل شد. او دانش‌آموخته دانشگاه نیویورک است.

## گزیده فیلمشناسی
از فیلم‌ها یا برنامه‌های تلویزیونی که وی در آن نقش داشته‌است می‌توان به آثار زیر اشاره کرد.
- در چرخه (۲۰۰۹)
- اون‌یکی‌ها (۲۰۱۰)
- مخمصه (فیلم ۲۰۱۳) (۲۰۱۳)
- جاسوس (فیلم ۲۰۱۵) (۲۰۱۵)
- شکارچیان روح (فیلم ۲۰۱۶) (۲۰۱۶)
- فیلم لگو نینجاگو (۲۰۱۷)
- پست (فیلم) (۲۰۱۷)
- فیلم پرندگان خشمگین ۲ (۲۰۱۹)
- اداره (مجموعه تلویزیونی) (۲۰۱۳–۲۰۱۰)
- در حد مرگ کسل‌شده (۲۰۱۱)
- معاون رئیس‌جمهور (مجموعه تلویزیونی) (۲۰۱۴–۲۰۱۳)
- پرورش شکست‌خورده (مجموعه تلویزیونی) (۲۰۱۳)
- همسر خوب (۲۰۱۶–۲۰۱۳)
- کمدی بنگ! بنگ! (۲۰۱۳)
- دره سیلیکون (مجموعه تلویزیونی) (۲۰۱۹ - ۲۰۱۴)
- جانوران. (۲۰۱۶)
- دیگر مردم (۲۰۱۶)